# Retevirgula sejuncta
Retevirgula sejuncta is een mosdiertjessoort uit de familie van de Ellisinidae. De wetenschappelijke naam van de soort is voor het eerst geldig gepubliceerd in 1891 door MacGillivray.